# 林波波省
林波波省，是南非九個省之一，前身是德蘭士瓦省的北部。面積123,900平方公里，2001年人口為5,273,637人。首府及最大城市波洛夸内。

## 国家公园
北部的克鲁格国家公园是林波波省最大的吸引力之一。这个2万公顷的保护区横跨全省东部地区，是南非、莫桑比克和津巴布韦之间大林波波跨界公园的一部分。
这里拥有成百上千种树木、鱼类、两栖动物、爬行动物、鸟类和哺乳动物，其中包括非洲五大动物。步行或驱车观看动物、远足、生态旅行和山地自行车等旅游路线为游客探索这个野性荒原提供了奇妙的方法。在全省其他50多个公园和自然保护区内也可以享受到类似的活动。

## 重要市镇
- 波洛夸内（Polokwane，前稱彼得斯堡）
- 托霍延杜（Thohoyandou）

## 行政區劃
現任林波波省省長為來自非洲人國民大會的史丹利·馬塔巴塔。
行政區劃如下：
- 莫帕尼区自治市（英语：Mopani District Municipality）
- 文贝区自治市（英语：Vhembe District Municipality）
- 摩羯区自治市
- 瓦特贝格区自治市（英语：Waterberg District Municipality）
- 塞库库内区自治市（英语：Sekhukhune District Municipality）

## 外部連結
- Limpopo Provincial Government
- Limpopo Tourism Agency （页面存档备份，存于）

24°S 29°E / 24°S 29°E